# Правильный 7-симплекс
| Правильный 7-симплекс | Правильный 7-симплекс         |
| --------------------- | ----------------------------- |
|                       |                               |
| Тип                   | Правильный семимерный политоп |
| Символ Шлефли         | {3,3,3,3,3,3}                 |
| 6-мерных ячеек        | 8                             |
| 5-мерных ячеек        | 28                            |
| 4-мерных ячеек        | 56                            |
| Ячеек                 | 70                            |
| Граней                | 56                            |
| Рёбер                 | 28                            |
| Вершин                | 8                             |
| Вершинная фигура      | Правильный 6-симплекс         |
| Двойственный политоп  | Он же (самодвойственный)      |

Правильный 7-симплекс, или правильный октаексон (октаекзон или октаэкзон), или просто октаексон, или окта-7-топ — правильный самодвойственный семимерный политоп. Имеет 8 вершин, 28 рёбер, 56 граней - правильных треугольников, 70 правильнотетраэдрических ячеек, 56 пятиячейниковых 4-ячеек, 28 5-ячеек, имеющих форму правильного 5-симплекса и 8 6-ячеек, имеющих форму правильного 6-симплекса. Его двугранный угол равен arccos(1/7), то есть примерно 81,78°.

## Координаты
Правильный 7-сипмлекс можно разместить в Декартовой системе координат следующим образом (длина ребра тела равна 2 и центр приходится на начало координат):
{\displaystyle \left({\sqrt {1/28}},\ {\sqrt {1/21}},\ {\sqrt {1/15}},\ {\sqrt {1/10}},\ {\sqrt {1/6}},\ {\sqrt {1/3}},\ \pm 1\right)}
{\displaystyle \left({\sqrt {1/28}},\ {\sqrt {1/21}},\ {\sqrt {1/15}},\ {\sqrt {1/10}},\ {\sqrt {1/6}},\ -2{\sqrt {1/3}},\ 0\right)}
{\displaystyle \left({\sqrt {1/28}},\ {\sqrt {1/21}},\ {\sqrt {1/15}},\ {\sqrt {1/10}},\ -{\sqrt {3/2}},\ 0,\ 0\right)}
{\displaystyle \left({\sqrt {1/28}},\ {\sqrt {1/21}},\ {\sqrt {1/15}},\ -2{\sqrt {2/5}},\ 0,\ 0,\ 0\right)}
{\displaystyle \left({\sqrt {1/28}},\ {\sqrt {1/21}},\ -{\sqrt {5/3}},\ 0,\ 0,\ 0,\ 0\right)}
{\displaystyle \left({\sqrt {1/28}},\ -{\sqrt {12/7}},\ 0,\ 0,\ 0,\ 0,\ 0\right)}
{\displaystyle \left(-{\sqrt {7/4}},\ 0,\ 0,\ 0,\ 0,\ 0,\ 0\right)}